# Up Up Girls Kakko Kari
Up Up Girls Kakko Kari (アップアップガールズ（仮）, UP UP GIRLS kakko KARI, les parenthèses dans son nom devant être lues kakko en japonais, et le kanji se lisant Kari et signifiant « susceptible d'être modifié »), souvent transcrit soit en Up Up Girls (Kakko Kari) soit en Up Up Girls (Kari), est un groupe pop féminin formé en 2011 ; il était connu à l’origine sous le nom Up-Front Girls (アップフロントガールズ) pendant ses premiers mois d'existence, et ses deux noms sont parfois abrégés en UpGa (アプガ) ou UUG.

## Histoire

### Présentation
Le groupe est au départ composé de sept idoles japonaises, dont la leader est Minami Sengoku, tous anciens membres du Hello! Pro Egg (structure associée au Hello! Project, dont le groupe ne fait cependant pas partie). Chacune est associée à une couleur dans le groupe. Le groupe fait ses débuts avec le single Going my ↑ en avril 2012, puis donne son premier concert en septembre 2012 au Daikanyama Unit à Tokyo, avant de signer sous le label T-Palette Records en décembre 2012.
Minami Sengoku gagne en décembre 2012 le concours Sakidol Ace Survival (サキドルエースSurvival) (saison 2) organisé par le magazine Weekly Young Jump, puis remporte le Grand Prix de la Next Gravure Queen Battle (Nextグラビアクイーンバトル) (saison 2) en janvier 2014 ; elle se produit ensuite lors de son premier concert live en solo en avril 2014. Elle et Ayano Sato jouent les rôles principaux du film d’horreur Ada (ja) (讐) sorti en juillet 2013, dans lequel les autres membres apparaissent aussi, aux côtés d’autres groupes d’idols tels que LinQ, Vanilla Beans, Caramel Ribbon, et lyrical school.
Les membres du groupe ainsi que ceux de The Possible et Yu Kikkawa forment en février 2014 le groupe Team Makenki (Kari) (チーム・負けん気（仮）, Team Makenki Kakko Kari), renommé Team Makenki (ja) par la suite, qui donne des concerts avec le groupe Tokyo Girls' Style au printemps 2014.
En 2017, un groupe sœur Up Up Girls (2) est créé.

### Année 2011
Le 3 mars, un nouveau projet est annoncé pour cinq des membres du Hello! Pro Egg : Ayano Satō, Manami Arai, Azusa Sekine, Konatsu Furukawa, et Saki Mori. Au même mois, il a été révélé qu'une nouvelle émission de télévision mettant en vedette les cinq membres déjà mentionnés et sera diffusé sur la chaîne Sky Perfect TV avec un nouveau membres H!P Egg Minami Sengoku, le groupe porte ainsi le nom de Up-Front Girls. Divers médias sociaux Internet a également ouvert pour les Up-Front Girls, comme les blogs Ameba, un canal Ustream, et un compte Twitter personnel.
Au début de mai, Up-Front Girls effectue une série de représentations pour un événement fan club. Dans le dernier spectacle de l'événement, Akari Saho, qui avait déjà terminé sa formation au Hello! Pro Egg en avril, fait une apparition surprise et est annoncée comme un nouveau membre de Up-Front Girls.
Au début de juin, chaque membre s'attribue une couleur. Fin juin, lors de son exposition hebdomadaire Ustream, à la surprise des membres, la direction a décidé de changer le nom du groupe pour Up Up Girls (Kari).
À la fin de 2011, le groupe collabore avec le duo sud-coréen TENSI LOVE, en jouant comme danseuses pour leurs performances. Le groupe a également réalisé les reprises de chansons du groupe lors des événements « Shine » et « Cake House ». Peu de temps après, à un autre événement, la partie instrumentale d'une nouvelle chanson a été révélée aux membres ; ce sera leur première chanson originale.

### Année 2012
En janvier 2012, le groupe a réalisé une version provisoire de leur chanson originale encore sans titre sur Ustream. Il est initialement publié sous une édition spéciale intitulé Going my ↑ (Kakko Kari Version) comprenant seulement une version différente de la chanson-titre originale . sous le label Up-Front Works le 10 mars 2012. Le mois suivant, ils ont joué la chanson encore une fois et ce est le titre a été annoncé comme Going My ↑. Une version numérique est publiée le 26 mars 2012. Le single sort enfin en CD le 25 avril 2012 toujours sous Up-Front Works en une seule édition ,, ; le CD contient la chanson-titre originale (écrite par Naoka Takai, composée et produite par Michitomo), accompagnée de sa version instrumentale ainsi qu'une chanson en face B Onegai Miwaku no Target comme ici étant une reprise d'un titre de Melon Kinenbi, ancien groupe du Hello! Project, sorti en single six ans auparavant.
Un autre single sort deux mois après intitulé Barebare I Love You . Tout comme ce dernier, il est initialement publié, le 3 mai 2012, sous une édition spéciale intitulé Barebare I Love You (Kakko Kari Version) comprenant seulement une version différente de la chanson-titre originale. Le 7 avril le groupe enregistre de la chanson en face B Rainbow qui est ensuite livré sur USTREAM. Puis le single, est publié sous format numérique le 22 mai avant de sortir sous format final, en CD, le 27 juin sous Up-Front Works en une seule édition.
Les Up Up Girls ont été invités à se produire en ouverture au IDOL NATION, le 11 août. Up Up Girls et le groupe The Possible se produisent ensemble au Shinjuku Blaze. L'événement est fixée au 7 octobre. Dans une vidéo "Road to Korea", sorti en août 2012, le producteur du groupe a annoncé que Konatsu serait maintenant le leader du groupe de danse de K-pop UFZS ; alors que Minami est leader de Up Up Girls (kari).

### Années 2013-2014
Le premier album du groupe, intitulé First Album (kari), sort en janvier 2013. Une première tournée de concert a lieu entre août et septembre.
En fin d'année, Up Up Girls ainsi que THE Possible et Yū Kikkawa sont invités au concert "Hello! Project COUNTDOWN PARTY 2013 ~Good Bye & Hello!~", concert du réveillon du Hello! Project.
Le 6 février 2014, lors du concert commun "THE Possible vs Kikkawa You vs Up Up Girls (kari) ~Kikkawa You and Possi Possi Girls (kari)~", il a été annoncé que les 3 entités feraient une collaboration sous le nom Team Makenki (Kari) (チーム・負けん気（仮）). Un single commun, intitulé Mugen, Fly High!!, sort le 17 septembre.

### Année 2015
La leader Minami Sengoku a couru le semi-marathon de Tanigawa en janvier 2015.
En février 2015, Azusa Sekine et Manami Arai ont participé à une campagne pour la promotion des préfectures de Nagano et Gunma, dont elles sont originaires ; elles en ont été nommées ambassadrices.
Manami Arai est apparue en tant que gravure idol dans le magazine Big Comic Spirits (週刊ビッグコミックスピリッツ) en mars 2015.
Le groupe d’idols a participé à une campagne publicitaire pour les smartphones Fujitsu Arrows en mai 2015.
Les Up Up Girls se sont produites lors du Honolulu Ekiden & Music Festival (ホノルル駅伝＆音楽フェス) à Hawaï en mai 2015 ; les filles ont aussi couru les 42,2 km du marathon en relais par équipe au cours de cet événement.
Comme le nom de l'événement l'indique, le groupe d'idoles a donné des concerts dans les 47 préfectures du Japon au cours du Up Up Girls Kakko Kari Zenkoku 47 Todoufuken Tour 2015 ~Run! UpGa! Run! Dash~ (アップアップガールズ(仮)全国47都道府県ツアー2015〜RUN!アプガ!アプガ RUN!ダッシュ〜).
En août 2015, des vélos en édition limités ont été créés en collaboration avec le fabricant japonais Miyata. Pour les différentes versions, le guidon, la selle et le porte-bidon étaient aux couleurs de chaque membre. Le même mois, Up Up Girls ont collaboré avec Pokemon ; elles ont relevé le défi de la danse de Pikachu dans une vidéo.
Leur chanson estivale Upperlay (アッパーレー) est sortie tardivement en août 2015 ; elle était disponible exclusivement au format numérique sur Avex Music Card.
En octobre 2015, Minami Sengoku et Konatsu Furukawa ont participé au festival gastronomique Gekikara Gourmet Matsuri (激辛グルメ祭り2015) dans le cadre de l’émission TV Alco & Peace no Gyoukai (アルコ＆ピースの業界！).
Manami Arai est apparue en maillot de bain sur la couverture du numéro de novembre 2015 du magazine Big Comic Spirits (週刊ビッグコミックスピリッツ).
En novembre 2015, les Up Up Girls ont donné un concert surprise au cours au de la fête de mariage d'une ancienne membre du staff. Elles ont collaboré pour la troisième fois avec la marque de vêtements reversal.dogi.design.works pour créer des T-shirts, des hoodies et des shorts en novembre 2015.

### Année 2016
Le calendrier 2016 d'Up Up Girls Kakko Kari inclut des photos prises lors de leur voyage à Hawaï.
En janvier 2016, Azusa Sekine et Inaba Manaka (Country Girls) ont travaillé comme prêtresses (miko) dans un sanctuaire shinto pour le programme TV Alco & Peace no Gyoukai (アルコ＆ピースの業界！).
En février 2016, les membres ont participé à un événement pour la promotion de Pepper, le robot humanoïde d'Aldebaran.
Elles sont apparues en tant que gravure idols en bikini dans Big Comic Spirits (週刊ビッグコミックスピリッツ) en février 2016.
Manami Arai a interprété le rôle principal dans le drama Sakura Saku (サクラ咲く) en compagnie de Asahi Tasaki (Bitter & Sweet) et de Yū Kikkawa. Minami Sengoku et Azusa Sekine ont aussi joué dans la série. Cette dernière a commencé à être diffusée en mars 2016 sur NOTTV.
Les membres ont soutenu une campagne organisée par l’équipe de baseball des Tokyo Yakult Swallows et Lawson entre mars et avril 2016.
Le 20e single Party People Alien / Seven Peace, en vente en avril 2016, est leur premier CD à sortir après une longue période de près d'un an. Plusieurs invités tels que Hida Nanako (Idol Renaissance) et des catcheurs professionnels apparaissent dans le clip. Le tournage a eu lieu au Shinjuku Robot Restaurant ; le clip vidéo a été réalisé en collaboration avec la marque de lunettes de soleil Nunettes.
Les membres ont été nommées ambassadrices de home party par une association japonaise en avril 2016.
les membres Saki Mori, Ayano Satō, Akari Saho et Manami Arai ont ouvert leurs comptes Twitter en avril 2016. Les autres membres Minami Sengoku, Konatsu Furukawa et Sekine Azusa étaient déjà sur le réseau social.
Les membres du groupe sont retournées à Hawaï pour participer au Honolulu Ekiden & Music Festival ainsi qu'à un marathon en relais par équipe en mai 2016.
Elles se produiront au Yosakoi Soran Festival (Yosakoiソーラン祭り) en juin 2016 dans les rues de Fukuoka. Cet événement célèbre une chanson populaire et une danse traditionnelles de Hokkaido.
Minami Sengoku, Ayano Sato et Manami Arai sont apparues en tant que gravure idols dans le magazine My Girl en juin 2016.
Manami Arai effectue le premier lancer protocolaire avant un match de baseball entre les Tokyo Yakult Swallows et les Orix Buffaloes au Meiji Jingu Stadium en juin 2016.
Le groupe se produit pour la première fois en Corée du Sud en septembre 2016, où ils ont participé à l'événement collaboratif Nikkan Idol Summit à Séoul avec le groupe japonais Ciao Bella Cinquetti et les groupes coréens Rainbow et APRIL le 10 septembre 2016.
Le 8 novembre, les Up Up Girls Kakko Kari donnent leur premier concert au célèbre Nippon Budokan. Une audition pour une deuxième génération de Up Up Girls est annoncée lors du concert, bien qu'il ne soit pas précisé si les gagnantes seraient membres du groupe ou formeraient un nouveau groupe. Une limite d'âge de 12 à 23 ans a également été signalée, mais les dates de début et de fin de l'audition n'ont pas été données.

### Années 2017-2019
Le 25 février 2017, quatre candidates sont sélectionnées : Chinatsu Takahagi, Riko Hashimura, Aya Kajishima, et Mayu Yashikawa. Cependant, elles ne rejoignent pas directement le groupe mais forment un groupe-sœur nommé Up Up Girls (2) (アップアップガールズ（2）, UP UP GIRLS kakko niki). Le 18 mars, une cinquième membre est intégrée à Up Up Girls (2), Rin Nakaoki.
En mai un autre groupe est formé en association avec DDT Pro-Wrestling. Ce groupe, nommé Up Up Girls (pro wrestling) (アップアップガールズ（プロレス）), est constitué de 4 membres : Miu, Raku, Hinano et Hikari.
Le 28 avril est annoncé que deux des membres quitteront Up Up Girls à la fin de l'été. Le 16 septembre, Ayano Sato et Minami Sengoku quittent effectivement le groupe, qui continue en quintet.

### Année 2020
Le 26 septembre, le groupe a tenu un concert en direct intitulé "Up Up Girls (kari) ENDLESS SUMMER in HIBIYA YAON", qui a été diffusé en direct via NicoNico. Le site Web de financement participatif du concert a ouvert le 1er septembre et a atteint 100% de son montant cible de huit millions de yens le 22 septembre. Le projet de financement participatif a permis de récolter 12 310 072 yens au total pour la production du concert. Lors de ce concert, il a été annoncé que Up Up Girls (kari) tiendrait de nouvelles auditions et passerait dans un « nouveau système ».
Le 23 octobre, il a été annoncé que Furukawa Konatsu, Mori Saki, Saho Akari et Arai Manami obtiendraient leur diplôme avant le début du nouveau système du groupe, laissant Azusa Sekine comme le seul membre restant. Le groupe tiendrait un événement en direct final à cinq intitulé "Up Up Girls (kari) FIVE SOUL FOREVER" le 17 décembre à Zepp Tokyo et une fête d'adieu. Parmi les membres diplômés, seul Saki prévoit de se retirer de l'industrie du divertissement. Au cours de ce concert, il a été annoncé les sept gagnants de l'audition : Furuya Yurika, Suzuki Meina, Kudo Sumire, Suzuki Ayu, Koyama Seina, Aoyagi Yume et Sumida Haruka. Azusa a également annoncé qu'elle avait changé sa couleur officielle pour le rouge et qu'elle deviendrait la leader.
Le 31 décembre, Furukawa Konatsu, Mori Saki, Saho Akari et Arai Manami ont officiellement terminé leurs activités avec Up Up Girls (kari) après avoir joué au concert annuel de fin d'année " Momoiro Clover Z Uta Gassen ". Ensuite, Konatsu et Saki ont quitté YU-M Entertainment et UP-FRONT CREATE, tandis qu'Akari et Manami sont restés sous YU-M Entertainment en tant que talents.

## Membres
Membres actuels
| Nom         | En kanji | Surnom | Date de naissance | Âge    | Lieu de naissance | Groupe | Couleur | Remarques |
| ----------- | -------- | ------ | ----------------- | ------ | ----------------- | ------ | ------- | --------- |
| Yume Aoyagi | 青柳佑芽 | Yumemi | 26 octobre 2001   | 23 ans | Kanagawa          | B      | Violet  | 2è gen.   |
| Mina        |          |        |                   |        |                   |        |         | 3è gen.   |
| Marin       |          |        |                   |        |                   |        |         | 3è gen.   |

Anciens membres
| Nom              | En kanji   | Surnom    | Date de naissance | Âge    | Lieu de naissance | Groupe | Couleur | Remarques         | Départ           |
| ---------------- | ---------- | --------- | ----------------- | ------ | ----------------- | ------ | ------- | ----------------- | ---------------- |
| Minami Sengoku   | 仙石みなみ | Miiko     | 30 avril 1991     | 34 ans | Sendai            | O      | Rouge   | Membres d'origine | 16 sept.2017     |
| Ayano Satō       | 佐藤綾乃   | Ayanon    | 7 janvier 1995    | 30 ans | Kanagawa          | A      | Violet  | Membres d'origine | 16 sept.2017     |
| Konatsu Furukawa | 古川小夏   | Konacchan | 5 juin 1992       | 33 ans | Kanagawa          | B      | Rose    | Membres d'origine | 31 déc.2020      |
| Saki Mori        | 森咲樹     | Mority    | 12 octobre 1993   | 31 ans | Kanagawa          | O      | Vert    | Membres d'origine | 31 déc.2020      |
| Akari Saho       | 佐保明梨   | Akari     | 8 juin 1995       | 30 ans | Tokyo             | AB     | Jaune   | Membres d'origine | 31 déc.2020      |
| Manami Arai      | 新井愛瞳   | Maana     | 19 novembre 1997  | 27 ans | Gunma             | B      | Bleu    | Membres d'origine | 31 déc.2020      |
| Azusa Sekine     | 関根梓     | Sekkii    | 14 juin 1996      | 29 ans | Nagano            | AB     | Orange  | Membres d'origine | 30 décembre 2023 |
|                  |            |           |                   |        |                   |        |         |                   |                  |
| Sumire Kudo      | 工藤菫     | Suumin    | 15 janvier 2001   | 24 ans | Hyogo             | A      | Moca    | 2è gen.           | 31 mars 2023     |
| Ayu Suzuki       | 鈴木あゆ   | Ayupi     | 16 mai 2001       | 24 ans | Tokyo             | AB     | Jaune   | 2è gen.           | 31 mars 2023     |
| Yurika Fuyura    | 古谷柚里花 | Yukka     | 23 janvier 2000   | 25 ans | Tokyo             | B      | Bleu    | 2è gen.           | 6 mai 2025       |
| Meina Suzuki     | 鈴木芽生菜 | Meina     | 30 janvier 2000   | 25 ans | Tokyo             | AB     | Vert    | 2è gen.           | 6 mai 2025       |
| Seina Koyama     | 小山星流   | Seichan   | 2 juin 2001       | 24 ans | Tokyo             | O      | Orange  | 2è gen.           | 6 mai 2025       |
| Haruka Sumida    | 住田悠華   | Harukyun  | 19 janvier 2005   | 20 ans | Tokyo             | -      | Rose    | 2è gen.           | 6 mai 2025       |

## Discographie

### Albums
1. 30 janvier 2013 : First Album Kakko Kari (ファーストアルバム（仮）?)
2. 19 février 2014 : Second Album Kakko Kari (セカンドアルバム（仮）?)
3. 17 mars 2015 : Third Album Kakko Kari (サードアルバム（仮）?)
4. 29 août 2017 : 4th Album Kakko Kari (4thアルバム（仮）?)
5. 19 juin 2018 : 5th Album Kakko Kari (5thアルバム（仮）?)
6. 10 novembre 2020 : 6th Album Kakko Kari (6thアルバム（仮）?)

### Singles
1. 25 avril 2012 : Going my ↑
2. 27 juin 2012 : Barebare I Love You (バレバレ I LOVE YOU?)
3. 25 juillet 2012 : Uppercut! / Yūdachi! Through the Rainbow (アッパーカット！ / 夕立ち！スルー・ザ・レインボー?)
4. 29 août 2012 : Mecha Kyun Summer (´▽｀)ノ (メチャキュン・サマー(´▽｀)ノ?)
5. 26 septembre 2012 : Namen na! Ashi Girls / Marvel Hero (なめんな！アシガールズ / マーブルヒーロー?)
6. 3 octobre 2012 : End of the Season
7. 7 novembre 2012 : Upper Rock / Ichiban Girls! (Upper Rock / イチバンガールズ！?)
8. 5 décembre 2012 : Chopper☆Chopper / Survival Girls (チョッパー☆チョッパー／サバイバルガールズ?)
9. 20 février 2013 : RespecTokyo / Sutorera! ~Straight Up!~ (リスペクトーキョー / ストレラ!～Straight Up!～?)
10. 13 mars 2013 : Sakura Drive / Dateline
11. 10 avril 2013 : Next Stage / Ano Saka no Ue made (Next Stage / あの坂の上まで、?)
12. 6 mai 2013 : Ginga Jōjō Monogatari / Burn the Fire!! / Natural Born Idol (銀河上々物語 / Burn the Fire!! / ナチュラルボーン・アイドル?)
13. 24 juillet 2013 : Summer Beam / Up Up Typhoon (サマービーム / アップアップタイフーン?)
14. 4 septembre 2013 : Samurai Girls / Wildol Seven (Samurai Girls / ワイドルセブン?)
15. 30 octobre 2013 : Starry Night / Seishun Build Up (Starry Night / 青春ビルドアップ?)
16. 25 décembre 2013 : Niji-iro Mosaic / Enjoy!! Enjo(y)!! (虹色モザイク?)
17. 9 avril 2014 : Kakko Kari wa Kaesuze☆Be your Soul / Party! Party! / Jumper! (（仮）は返すぜ☆be your soul／Party! Party!／ジャンパー！?)
18. 1er juillet 2014 : Zenryoku! Pump Up! / Kono Melody wo Kimi to (全力！Pump up！／このメロディを君と?)
19. 4 novembre 2014 : Beautiful Dreamer / Zenryoku! Pump Up!! -Ultra Mix- / Itadaki wo Mezase! (Beautiful Dreamer / 全力！ Pump Up！！ -Ultra Mix- / イタダキを目指せ！?)
20. 5 avril 2016 : Pearly People Alien / Seven☆Piece (パーリーピーポーエイリアン／セブン☆ピース?)
21. 11 octobre 2016 : !!!!!!!! / Kimi to Iu Kasetsu (!!!!!!!! / 君という仮説?)
22. 9 mai 2017 : Upper Disco / Forever Young (アッパーディスコ／FOREVER YOUNG?)
23. 28 novembre 2017 : Jōjō do Konjō / Be a Girl (上々ド根性 / Be a Girl?)
24. 6 novembre 2018 :  Ai Ai Fire!! / Watashitachi (with friends) (愛愛ファイヤー!!/私達(with friend)?)
25. 19 février 2019 : Agenomics!! / Kimi Loss / Upper Ranbu (アゲノミクス！！／キミロス／阿破乱舞?)
26. 25 juin 2019 : Da Dan Dance! / Heat Beat Island / 5 to the 5th Power (Da Dan Dance!／ヒート ビート アイランド／5 to the 5th Power?)
27. 10 décembre 2019 : It's Up To You / HAPPY NAKED!! / BIG BANG

Singles numériques
1. 19 décembre 2013 : Santa Claus (サンタクロース?)
2. 1er janvier 2014 : Up Ome!! ~UpGa wo Shōgatsu Da yo Zenin Shūkō~ (アプオメっ!!～お正月だょ 全員集合！～?)

Singles collaboration
1. 17 septembre 2014 : Mugen, Fly High!! (無限、FlyHigh!!?) - Team Makenki (kari)

### Annotations
1. ↑  Rouge à partir de décembre 2020

### Sources
1. ↑  (ja) « （仮）CDをe-LineUP!で販売します。 », sur ameblo.jp, アップアップガールズ(仮) オフィシャルブログPowered by Ameba,‎ 19 mars 2012 (consulté le 4 octobre 2012).
2. ↑  テレ朝動画 上々少女's×ヤングマガジン ; page, 445 (Journal : 週刊ヤングマガジン) (2 avril 2012)
3. ↑  (ja) « アップアップガールズ（仮）の歌番組を作れるiPhoneアプリ「iカメラワーク」 », sur BARKS.jp, グローバル・プラス株式会社,‎ 10 avril 2012 (consulté le 4 octobre 2014).
4. ↑  (ja) Minami Sengoku, « みなみ!生TEL », sur ameblo.jp, アップアップガールズ（仮）オフィシャルブログPowered by Ameba,‎ 24 février 2012 (consulté le 4 octobre 2014).
5. ↑  (ja) 佐藤綾乃, « 生暖かい：NON☆゛ », sur ameblo.jp, アップアップガールズ（仮）オフィシャルブログPowered by Ameba,‎ 24 février 2012 (consulté le 4 octobre 2014).
6. ↑  (ja) 和書, « テレ朝動画 上々少女's×ヤングマガジン », 週刊ヤングマガジン, 講談社, no 2012年4月2日号,‎ 19 mars 2012, p. 445
7. ↑  (ja) « アップアップガールズ（仮）「バレバレI LOVE YOU」「Rainbow」の配信が5/22～各配信サイトにて配信スタート♪ », アップフロントワークス,‎ 22 mai 2012 (consulté le 23 octobre 2014)
8. 1 2 3 4  (ja) « ハロー！プロジェクト　オフィシャルサイト », Up Up Girls Kakko Kari Official Site (consulté le 24 novembre 2014)
9. 1 2  Toutes les valeurs de couleur sont approximatives.